# ФК «Болонья» в сезоні 1939—1940
ФК «Болонья» в сезоні 1939—1940 — сезон італійського футбольного клубу «Болонья».

## Склад команди
| № | Поз. | Нац.    | Гравець          |
| - | ---- | ------- | ---------------- |
|   | ВР   | Італія  | П'єтро Феррарі   |
|   | ВР   | Італія  | Глауко Ванц      |
|   | ЗХ   | Італія  | Секондо Річчі    |
|   | ЗХ   | Італія  | Маріо Паготто    |
|   | ЗХ   | Італія  | Діно Фйоріні     |
|   | ПЗ   | Італія  | Джордано Корсі   |
|   | ПЗ   | Уругвай | Мікеле Андреоло  |
|   | ПЗ   | Італія  | Маріо Монтесанто |
|   | ПЗ   | Італія  | Ауреліо Марчезе  |

| № | Поз. | Нац.    | Гравець           |
| - | ---- | ------- | ----------------- |
|   | ПЗ   | Італія  | Франческо Боріані |
|   | НП   | Уругвай | Етторе Пурічеллі  |
|   | НП   | Уругвай | Рафаель Сансоне   |
|   | НП   | Італія  | Карло Регуццоні   |
|   | НП   | Італія  | Амедео Б'яваті    |
|   | НП   | Італія  | П'єро Андреолі    |
|   | НП   | Італія  | Бруно Маїні       |
|   | НП   | Уругвай | Уго Естебан Порта |
|   | НП   | Італія  | Альгізо Тоскані   |

## Чемпіонат Італії

### Підсумкова турнірна таблиця
|                                                |     | Турнірна таблиця 1939-1940 | О  | І  | В  | Н  | П  | М+ | М- |
| ---------------------------------------------- | --- | -------------------------- | -- | -- | -- | -- | -- | -- | -- |
| Чемпіон Італії · Вийшов до Кубка Мітропи       | 1.  | «Амброзіана-Інтер»         | 44 | 30 | 20 | 4  | 6  | 56 | 23 |
|                                                | 2.  | «Болонья»                  | 41 | 30 | 16 | 9  | 5  | 44 | 23 |
|                                                | 3.  | «Ювентус»                  | 36 | 30 | 15 | 6  | 9  | 45 | 40 |
|                                                | 4.  | «Лаціо»                    | 35 | 30 | 12 | 11 | 7  | 44 | 36 |
|                                                | 5.  | «Дженова 1893»             | 33 | 30 | 14 | 5  | 11 | 56 | 47 |
|                                                | 6.  | «Торіно»                   | 33 | 30 | 13 | 7  | 10 | 47 | 41 |
|                                                | 7.  | «Рома»                     | 29 | 30 | 11 | 7  | 12 | 28 | 31 |
|                                                | 8.  | «Мілан»                    | 28 | 30 | 10 | 8  | 12 | 46 | 38 |
|                                                | 9.  | «Новара»                   | 27 | 30 | 12 | 3  | 15 | 27 | 35 |
|                                                | 10. | «Венеція»                  | 27 | 30 | 10 | 7  | 13 | 34 | 46 |
|                                                | 11. | «Барі»                     | 27 | 30 | 9  | 9  | 12 | 33 | 46 |
|                                                | 12. | «Трієстіна»                | 26 | 30 | 10 | 6  | 14 | 38 | 43 |
| Володар Кубка Італії · Вийшов до Кубка Мітропи | 13. | «Фіорентіна»               | 24 | 30 | 9  | 6  | 15 | 37 | 48 |
|                                                | 14. | «Наполі»                   | 24 | 30 | 9  | 6  | 15 | 26 | 41 |
| Вибув до Серії B                               | 15. | «Лігурія»                  | 24 | 30 | 7  | 10 | 13 | 25 | 44 |
| Вибув до Серії B                               | 16. | «Модена»                   | 22 | 30 | 7  | 8  | 15 | 39 | 43 |

## Кубок Італії
| 1/16 фіналу 24-12-1939 | Болонья         | 3-1 | Ліворно | Болонья |  |
|                        | Гол · Гол · Гол |     | Гол     |         |  |
|                        |                 |     |         |         |  |

| 1/8 фіналу 07-04-1940 | Лігурія   | 2-1 | Болонья | Дженоа |  |
|                       | Гол · Гол |     | Гол     |        |  |
|                       |           |     |         |        |  |

## Кубок Мітропи
| 1/4 18 червня 1939 | Венус (Бухарест) | 1:0 | Болонья        | Бухарест                                                     |  |
| | Єне 9'           |     | Пурічеллі ~60' | Стадіон: Арена Венус Глядачі: 12 000 Суддя: Ференц Майорский |  |
| "Венус": Ніколае Йордекеску, Лазер Сфера, Георге Албу, Рудолф Деметрович, Альфред Айзенбайссер, Йон Лупаш, Корнел Орза, Сілвіу Плоештяну, Юліу Бодола, Петре Вилков (к), Ніколае Єне, тренер: Бела Яноші "Болонья": П'єтро Феррарі, Маріо Паготто, Секондо Річчі, Бруно Маїні (к), Мікеле Андреоло, Джордано Корсі, Амедео Б'яваті, Рафаель Сансоне, Етторе Пурічеллі, Франсиско Федулло, Карло Регуццоні, тренер: Германн Фельснер |                  |     |                |                                                              |  |

| 1/4 25 червня 1939 | Болонья                                     | 5:0 | Венус (Бухарест) | Болонья                                                      |  |
| | Сансоне 20' Маїні 46' Регуццоні 68' 75' 88' |     |                  | Стадіон: Дель Літторьяле Глядачі: 9000 Суддя: Августин Кріст |  |
| "Болонья": П'єтро Феррарі, Діно Фйоріні, Секондо Річчі, Маріо Паготто, Мікеле Андреоло, Джордано Корсі, Амедео Б'яваті, Рафаель Сансоне, Бруно Маїні (к), П'єро Андреолі, Карло Регуццоні, тренер: Германн Фельснер "Венус": Ніколае Йордекеску, Лазер Сфера (к), Георге Албу, Альфред Айзенбайссер, Васіле Гайн, Йон Лупаш, Ніколае Єне, Корнел Орза, Сілвіу Плоештяну, Юліу Бодола, Траян Йордаке, тренер: Бела Яноші |                                             |     |                  |                                                              |  |

| 1/2 9 липня 1939 | Болонья               | 3:1        | Ференцварош | Болонья                                                  |  |
| | Пурічеллі 65' 71' 72' | (протокол) | Кісей 28'   | Стадіон: Літторале Глядачі: 20 000 Суддя: Роберт Грінвуд |  |
| "Болонья": П'єтро Феррарі, Маріо Паготто, Секондо Річчі, Бруно Маїні (к), Мікеле Андреоло, Джордано Корсі, Амедео Б'яваті, Рафаель Сансоне, Етторе Пурічеллі, П'єро Андреолі, Карло Регуццоні, тренер: Германн Фельснер "Ференцварош": Йожеф Хада, Шандор Татраї, Корнель Сойка, Бела Магда, Бела Шароші, Дьюла Лазар, Міхай Танкош, Дьордь Шароші (к), Дьюла Польгар, Іштван Кісеї, Ласло Дьєтваї, тренер: Дьордь Главай |                       |            |             |                                                          |  |

| 1/2 16 липня 1939 | Ференцварош           | 4:1        | Болонья           | Будапешт                                                  |  |
| 17:30 CET | Тольді 2' 64' 84' 85' | (протокол) | Пурічеллі 42' 77' | Стадіон: Іллеї ут Глядачі: 18 000 Суддя: Джеймс М. Вілшир |  |
| "Ференцварош": Йожеф Хада, Шандор Татраї, Корнель Сойка, Бела Магда, Бела Шароші, Дьюла Лазар, Міхай Танкош, Дьюла Кішш, Дьордь Шароші (к), Геза Тольді, Ласло Дьєтваї, тренер: Дьордь Главай "Болонья": П'єтро Феррарі, Маріо Паготто, Секондо Річчі, Бруно Маїні (к), Мікеле Андреоло, Джордано Корсі, Амедео Б'яваті, Рафаель Сансоне, Етторе Пурічеллі, П'єро Андреолі, Карло Регуццоні, тренер: Германн Фельснер |                       |            |                   |                                                           |  |

## Товариські матчі
- 03-09-1939, Анконітана — Болонья — 3-2
- 10-09-1939, Болонья — Амброзіана-Інтер — 3-4
- 12-11-1939, Амброзіана-Інтер — Болонья — 0-1
- 26-11-1939, Удінезе — Болонья — 1-1
- 03-03-1940, Ліворно — Болонья — 1-1
- 14-04-1940, Мантова — Болонья — 2-2